# Are, Pärnu
Are este un târgușor (centru urban) situat în partea de vest a Estoniei, în regiunea Pärnu. Este reședința comunei Are.